# Zuleyka Silver
Zuleyka Silver (Tijuana, 2 agosto 1991) è un'attrice e modella messicana.
È famosa per il ruolo di Audra Charles in Febbre d'amore.

## Biografia
Silver nasce in Messico a Tijuana il 2 agosto 1991.

### Carriera
Silver inizia la sua carriera di attrice debuttando nel film per la televisione The Strip. Nel 2011 appare nel film In Time. Nel corso della sua carriera appare in diverse serie tv popolari come 90210, Big Time Rush, Touch, CSI - Scena del crimine e nella soap opera Beautiful. Nel 2014 interpreta Anna nel film Girl House. Nel 2014 interpreta il ruolo di Daniela Welker nella serie tv The Mentalist. Nel 2016 appare in un episodio della serie tv Code Black interpretando il ruolo di Kamilla. Nello stesso anno appare in un episodio della serie tv Hawaii Five-0 interpretando il ruolo di Isabel. Nel 2017 appare in due episodi della serie tv Young Sheldon interpretando il ruolo di Selena. Nel 2021 appare nella serie tv 9-1-1. Nel 2022 entra nel cast della soap opera Febbre d'amore nel ruolo di Audra Charles, ruolo che ricopre tutt'ora.

## Filmografia

### Cinema
- In Time (2011)
- Cavemen (2013)
- Girl House (2014)

### Televisione
- The Strip - film TV (2010)
- 90210 - serie TV, 1 episodio (2010)
- Big Time Rush - serie TV, 1 episodio (2011)
- L'assassina dagli occhi blu - film TV (2012)
- Touch - serie TV, 1 episodio (2012)
- CSI - Scena del crimine - serie TV, 1 episodio (2012)
- Beautiful - soap opera (2013)
- The Mentalist - serie TV, 3 episodi (2014)
- Code Black - serie TV, 1 episodio (2016)
- Hawaii Five-0 - serie TV (2016)
- Young Sheldon - serie TV, 2 episodi (2018, 2019)
- 9-1-1 - serie TV, 1 episodio (2021)
- Febbre d'amore - soap opera (2022-in corso)